# Il drago di mio padre
Il drago di mio padre (My Father's Dragon) è un film del 2022 diretto da Nora Twomey. È basato sull'omonimo romanzo per bambini del 1948 di Ruth Stiles Gannett.

## Trama
Elmer Elevator cerca un drago prigioniero su Wild Island e trova molto di più di quanto avrebbe mai potuto prevedere.

## Produzione
Nel giugno del 2016, è stato annunciato che Cartoon Saloon stava sviluppando un adattamento del libro Il drago di mio padre, con Tomm Moore e Nora Twomey alla regia. Nel novembre del 2018, Netflix ha annunciato di essere entrato a far parte del progetto con solamente Twomey alla regia.
Nell'aprile del 2022, è stato rivelato il cast assieme ad una prima immagine del film. Inoltre, Mychael e Jeff Danna sono stati scelti come compositori della colonna sonora del film.

## Distribuzione
Il film è stato presentato in anteprima mondiale al BFI London Film Festival l'8 ottobre 2022.
Il film è stato distribuito per un tempo limitato nelle sale cinematografiche di Irlanda, Stati Uniti e Regno Unito il 4 novembre 2022. È stato pubblicato su Netflix l'11 novembre 2022.

## Accoglienza
Il film è stato acclamato dalla critica cinematografica. Sull'aggregatore di recensioni Rotten Tomatoes ha un indice di gradimento del 88%, con un voto medio di 7.20 su 10 basato su 72 recensioni.